# Наташа Нинковић
Наташа Нинковић Шаренац (Требиње, 22. јул 1972) српска је филмска, телевизијска и позоришна глумица.
Први велики филм у коме се представила југословенској публици био је филмски класик Три карте за Холивуд из 1993, а прву велику улогу остварила је пет година касније, у ратној драми Спаситељ. Националну популарност стекла је крајем миленијума улогом Рушке у ТВ серији Породично благо, и 2003. у филму Професионалац. Подједнако заступљена на телевизији, на филму и позоришту, успон на домаћој сцени наставила је захваљујући пројектима попут — ТВ серија Рањени орао, Цват липе на Балкану и Сенке над Балканом, а затим и кроз запажене улоге у филмовима Ивкова слава, Стадо, Ајвар и Дара из Јасеновца. Критичари су највише били наклоњени њеној улози Марије у филму Клопка и Наталије у серији Убице мог оца, као и њеним позоришним извођењима Госпођице Иве Андрића и Хеде Габлер Хенрика Ибсена.
Наташу Нинковић често сматрају једном од најбољих глумица своје генерације, у прилог чему сведочи њен континуирани ангажман у неким од најуспешнијих телевизијских подухвата, као и Награда „Жанка Стокић”, за изузетан допринос српској уметности. Осим ове награде, чија је најмлађа добитница, за свој уметнички израз добила је и награду „Раша Плаовић”, као и две награде „Царица Теодора”.

## Детињство у Херцеговини
Наташа је рођена у Требињу, где је завршила основну и средњу медицинску школу, и данас истиче да је за Херцеговину везују лепе успомене. У емисији Балканском улицом глумица је поделила да је на тај период живота и на те пределе нарочито подсећа песма „Пјеват ћемо шта нам срце зна”, коју изводи босанскохерцеговачка певачица Амира Медуњанин, и то посебно строфа: 
Ја сам вам отуда гдје пјесме носе људска лица,
и мало ме страх да ће без љубави за њима
заледити зима пјесму комшијску.
Детињство је провела са родитељима — Бранком и Миленом, и са баком која јој је говорила да је мимо свијет, будући да је мала Наташа умела да буде својеглава.
Нинковићева каже да јој је детињство било испуњено игром, безбрижношћу, топлином, веселошћу и вољом за животом. Радо говори о великој везаности за мајку, од које је, како каже, увек добијала само бескрајну љубав и апсолутну слободу, без спутавања.
Глуму је заволела као осмогодишњакиња, играјући у аматерској представи Црвенкапа.

## Улоге на телевизији и филму

### 1989—1999: „Спаситељ” и „Породично благо”
После завршене средње школе одлази у Београд, где је 1994. године у класи професора Владимира Јевтовића завршила Факултет драмских уметности. Са њом су студирали Нела Михаиловић, Даниела Кузмановић, Данијела Угреновић, Каролина Цимеша, Небојша Глоговац, Војин Ћетковић, Борис Пинговић и Сергеј Трифуновић.
Први који је улогу на филму поверио Наташи Нинковић био је Синиша Ковачевић 1989. године, у његовој романтичној драми Најбољи. Са само седамнаест година, и још увек на студијама глуме, Наташа је добила мању улогу конобарице. Четири године касније млада глумица играла је Луцију у великом биоскопском хиту Три карте за Холивуд. Уследиле су три споредне улоге — у серији Мали кућни графити, и у телевизијским филмовима Кнез Михаило и Голубовића апотека.

Прву велику улогу глумица је добила 1998. године у антиратној драми Спаситељ, уз Дениса Квејда. Нинковићева је тумачила улогу Вере, младе Српкиње, жртве силовања у заробљеничком кампу. Улога у филму који је продуцирао Оливер Стоун, донела је Наташи награде за најбољу главну глумицу на филмским фестивалима у Сочију, Валенсијену и Нишу. Нинковићева је такође добила и награду „Наиса”, највеће признање „Филмских сусрета у Нишу”, које се најчешће додељује глумцима, и које су од 1970. до 2020. године добиле само четири глумице. Понуду да каријеру настави у Холивуду Нинковићева је одбила. О својој одлуци двадесет година касније глумица је рекла: 
| „ | Ако бих посматрала свој живот искључиво кроз посао — што је немогуће — могла бих рећи да је требало себи да дам шансу. Али пошто је мој живот пре свега моја породица, па посао, одговор је јасан: срећна сам што сам ту где сам. | ” |

Нинковићева се исте године, као Рушка, придружује звезданом ансамблу ТВ серије Породично благо Синише Павића, и стиче комерцијални успех и масовну популарност, будући да је серија емитована и репризирана у неколико земаља бивше Југославије. Њена Рушка Ранковић је правница, заљубљена у Златка Гавриловића (игра га Небојша Глоговац), једног од главних актера ТВ серије.

### 2000—2009: „Професионалац” и „Клопка”
Године 2000. Наташа је играла Лолу у филму Рат уживо, у постави коју су предводили глумци тадашње млађе генерације — Драган Бјелогрлић, Весна Тривалић, Срђан Тодоровић и Дубравка Мијатовић. Следеће године глумила је у данском филму Den Serbiske dansker (Српски Данац), а 2003. уз Бранислава Лечића у драми Професионалац. Улога у Професионалцу донела је Нинковићевој Повељу за најбољу глумицу у споредној улози на „Филмским сусретима у Нишу”, а са 214 хиљада продатих биоскопских карата филм је заузео девето место на листи најгледанијих српских филмова у периоду од 2000. до 2009. године. Осим у Професионалцу, гледаоци су истовремено имали прилику да Наташу гледају и у улози Лоле, у серији М(ј)ешовити брак.

Нинковићева је и 2005. године играла у великом биоскопском хиту, трећем најгледанијем филму деценије. Била је то романтична комедија Ивкова слава, у режији Здравка Шотре. Тумачила је лик Параскеве, жене домаћина Ивка (Зоран Цвијановић), који је кроз сплет комичних незгода био присиљен да крсну славу прославља три дана. 
 Исте године, заједно са Драганом Јовановићем, Бодом Нинковићем и Мандом добија улогу у филму Made in YU, који је био други најгледанији филм у Шведској те године. Већ наредне добија епизодну улогу Божане у ситкому Љубав, навика, паника, на чијем је челу била Сека Саблић. Након низа успешних подухвата, Нинковићева 2007. остварује највећу улогу у дотадашњој каријери.
У питању је била Клопка, емотивна драма Срдана Голубовића, где су уз Наташу играли још и Небојша Глоговац и Аница Добра. Нинковићева тумачи лик Марије, жене која на ивици очаја покушава да прикупи новац за операцију свог детета. Филм је уврштен међу десет најбољих филмова ван енглеског говорног подручја 2007. године. То признање дошло је са Филмског фестивала у Берлину и Америчке Академије филмских уметности и наука. На „Филмским сусретима у Нишу”, Наташа је овенчана наградом „Царица Теодора” за најбољу глумицу у главној улози. У истој категорији награђена је и на Филмском фестивалу у Лијежу.
Глумица је потом играла споредне и епизодне улоге у ТВ серијама Улица липа са Радмилом Живковић, Горки плодови са Калином Ковачевић и у љубавној драми Рањени орао, предвођеној популарним двојцем Слобода Мићаловић—Иван Босиљчић. Деценију завршава улогом у трилеру Хитна помоћ, уз Весну Тривалић и Ненада Јездића.

### 2010—2019: Континуирани успех
Наташа Нинковић је 2011. године играла Рики Салом у серији Цват липе на Балкану, која је заправо била адаптација истоименог романа Гордане Куић. Потом је била ангажована у још три телевизијска пројекта — у романтичној ТВ серији Непобедиво срце, рађеној по мотивима романа Мир-Јам, у војвођанској мистерији Јагодићи, и у улози мајке у драми Фолк. Удружење Федис, које додељује награде за допринос телевизијској уметности, номиновало је 2013. године Наташу у категоријама за најбољу глумицу и за најбољи глумачки пар, заједно са Борисом Исаковићем (Јагодићи), а 2014. наградило је Златном антеном за најбољу глумицу (Фолк). Глумица је 2012. године успела и да сними један филм — Смрт човека на Балкану.
Нинковићева је од 2015. била изузетно ангажована и на телевизији, и на филму, и у позоришту. Најпре се придружила већ уиграној екипи комедије Луд, збуњен, нормалан, у осмој сезони приказивања, да би 2016. добила улогу порочне, несрећне Наталије Деспотовић у популарној криминалистичкој серији Убице мог оца, са Вуком Костићем и Катарином Радивојевић у главним улогама. Наташина глумачка виртуозност, која се огледала у дијапазону осећања — од уцвељене мајке убијене девојке, до суровог потенцијалног убице, наишла је на одличне критике.
Велики успех те године заокружила је контраверзна комедија Стадо, редитељски првенац Николе Која, који је поред Нинковићеве, окупио и Весну Тривалић, Зорана Цвијановића, Николу Ђуричка и друге. Популарна подела привукла је више од 200 хиљада гледалаца у биоскопе, и учинила овај филм најгледанијим у земљи 2016. године.
Године 2017, играла је Љубицу, жену Симе Матавуља у ТВ серији Santa Maria della Salute, затим Ксенију у црногорској ТВ продукцији Божићни устанак, и мању улогу у филму Заспанка за војнике. Уследила је главна улога у филму Ајвар, која је глумици донела другу награду „Царица Теодора”, награде на филмским фестивалима у Младеновцу, Мојковцу и Лесковцу, као и Златну мимозу за најбољу главну глумицу на Филмском фестивалу у Херцег Новом. Наташа је признања добила за вешто одигран лик гастарбајтерке Виде, која за празнике долази у Србију, где верује да јој муж има љубавницу. Жири 33. по реду Фестивала у Херцег Новом навео је у саопштењу да је Наташа дочарала емотивну огољеност и нијансирану бол модерне жене. Исте, 2019. године, глумица се представила ликом Мине у другој сезони критички и комерцијално успешне ТВ мистерије Сенке над Балканом, редитеља Драгана Бјелогрлића.

#### Награда „Жанка Стокић”
У марту 2018. године објављено је да је Наташа Нинковић постала шеснаеста и најмлађа добитница награде „Жанка Стокић”, која се додељује најбољим глумицама Србије.
Жири који је одлучио да признање припадне Нинковићевој чинили су: комичарка Олга Одановић, Братислав Петковић — драмски писац и редитељ, Милорад Вучелић, генерални директор компаније Новости, затим Дејан Савић — директор Народног позоришта, и председница жирија, Милена Дравић. У њиховом образложењу стајало је да Наташа Нинковић очаравајућом сценском енергијом, маштовитошћу, духовитошћу и студиозношћу, из улоге у улогу, надограђује велики глумачки дар.

На додели награде у мају исте године присуствовали су Наташини пријатељи и колеге. Тим поводом, Светлана Бојковић је поздравила одабир глумице за престижну награду и рекла: 
| „ | Када кажем Наташа Нинковић, то је пре свега један велики глумачки дар, отворени ум, радозналост, срчаност, сјајна енергија, истинољубивост и правдољубивост, перфекционизам, храброст и високо постављени циљеви. А уз то, она је јако лепа, уме да воли, да се радује и смеје од срца. Велики посвећеник богиње Талије, мислим чак и њена миљеница. | ” |

 Редитељка Снежана Тришић рекла је за Наташу да је она истовремено радознала и опрезна, рањива и снажна... тајфун талента.

Немој да си скромна јер твоје врлине то нису. Уживај само, пусти нас да те хвалимо, заслужили смо бар толико! Имао сам задовољство да растем са тобом. Чини ми се да ниједну реч са сцене нисам изговорио, а да је прво ти ниси чула и одобрила. Ми, с класе, били смо једни другима и родитељи и деца, и професори и ђаци. Врхунска моја, певај гласно, не дижи главу — већ нас гледаш одозго.

 Редитељ Предраг Гага Антонијевић подсетио се да је Нинковићеву први пут видео пре више од две деценије, и казао да је изашла пред њега као Ирена Папас, да је са лакоћом носила неку драму, и да јој је та драма природно стајала.
„Жанку Стокић” је глумици уручила Милена Дравић, тада држана за највећу живу звезду југословенске кинематографије. Дравићева је Наташи честитала на томе што је својом глумом достигла високе стандарде, етику и естетику.
Примајући награду, Нинковићева је рекла да је глума њена потреба и страст, простор спотицања, спознаје, слободе и њена велика љубав.

### 2020—данас: „Дара из Јасеновца”
У фебруару 2021. године премијерно је приказан филм Дара из Јасеновца, који је изазвао различите међународне реакције. Наташа је у филму играла Радојку, Српкињу која помаже усташком режиму у логору Јасеновац, како би олакшала сопствени положај и ћерку сачувала од смрти. Премда суштински сложена улога анти−негативца, она је Нинковићеву сврстала у ред зликоваца, предвођених Татјаном Кецман и Игором Ђорђевићем, и глумица првобитно није желела да је прихвати. Како каже, мислила је да нема снаге да се упусти у ужас који филм приказује, али је онда, управо из поштовања према жртвама логора, схватила да је то један од начина да им ода почаст. Премијеру филма одгледало је 2,6 милиона људи.
Осим у ратној драми, Наташа је 2021. године играла и у три телевизијске серије. Прва емитована серија је трилер, назива Калкански кругови, са Војином Ћетковићем у главној улози, а чија се радња преплиће око старе породичне тајне и живописног места на Букуљи. Друга најављена је историјска серија Краљ Здравка Шотре, која приказује период у Југославији од уласка краља Александра у ослобођени Београд, до његовог атентата у Марсељу. Глумица је овде тумачила лик краљице Јелене Савојске. Трећа је Певачица, жанровски криминалистичка серија о нерешеном убиству и српском естрадном миљеу, где су се у главним улогама нашли поп−фолк певачица Милица Павловић и Милош Тимотијевић. Наташа је одиграла лик Влајне, свекрве убијене певачице. Ово је била друга улога за годину дана коју је желела да одбије, будући да је била мрачна, да јој није пријала помисао на тематику беле и црне магије, враџбина и магова, и да је мислила да такву енергију неће моћи да поднесе. За 2022. годину најављен је ансамблски филм Апсурдни експеримент, у коме ће се Нинковићева придружити Бранки Катић.

## Улоге у позоришту: 1990—данас
Првих десет година своје позоришне каријере Наташа је провела у Народном позоришту у Београду, играјући већином у класичним комадима, попут Укроћене горопади, Мандраголе, Идиота, Дон Жуана и других. Матична кућа јој већ 1997. године уручује двоструку Годишњу награду, за представе Мајстори и Сан летње ноћи. За потоњу је добила још и Статуету Ћурана на Данима комедије у Јагодини. Већ наредне године за улогу у представи Tre sorelle добила је Награду за глуму на Бориним позоришним данима у Врању, а затим за комедију Лажа и паралажа Награду публике на  Фестивалу „Миливоје Живановић” у Пожаревцу и Награду за најбоље глумачко остварење на Нушићевим данима у Смедереву. Године 2006. тумачила је лик Велике у представи Трансилванија, и била награђена Зорановим брком на Данима Зорана Радмиловића, као и Годишњом наградом Београдског драмског позоришта.
Између осталих, Наташа је играла и у продукцијама Дервиш и смрт, Мачка на усијаном лименом крову, Чудо у Шаргану, Нечиста крв и другима. За улогу Хеде у представи Хеда Габлер, редитељке Снежане Тришић, Нинковићева је 2011. овенчана Наградом „Раша Плаовић”, док је на 11. Жанкиним данима за улогу у дуодрами Љубавна писма добила плакету „Жанки у част”. Изузетан публицитет имала је и њена Госпођица — продукција Југословенског драмског позоришта из 2013. године, која је глумици донела годишњу награду те куће. Средином 2019. године ова представа је обележила своје 100. извођење.
| Премијера                          | Представа                                        | Улога           | Редитељ                | Позориште                        |
| ---------------------------------- | ------------------------------------------------ | --------------- | ---------------------- | -------------------------------- |
| 14. децембар 1993.                 | Укроћена горопад                                 | Бјанка          |                        | Народно позориште у Београду     |
| 30. март 1994.                     | Тетовирана ружа                                  | Флора           | Миленко Маричић        | Народно позориште                |
| 17. децембар 1994.                 | Мандрагола                                       | Лукреција       |                        | Народно позориште                |
| 22. новембар 1995.                 | Идиот                                            | Аглаја          | Стево Жигон            | Народно позориште                |
| 8. децембар 1995.                  | Дон Жуан                                         | Шарлота         | Петар Зец              | Народно позориште                |
| 5. март 1996.                      | Кнез Михаило                                     | Катарина        | Димитрије Јовановић    | Југословенско драмско позориште  |
| 26. септембар 1997.                | Сан летње ноћи                                   | Хелена          | Никита Миливојевић     | Народно позориште                |
| 19. новембар 1997.                 | Мајстор                                          | Кресида Филд    | Димитрије Јовановић    | Народно позориште                |
| 8. новембар 1998.                  | Кокице                                           | Скаут           | Душан Петровић         | Народно позориште                |
| 18. мај 2000.                      | Роберто Цуко                                     | Сестра          | Александар Поповски    | Атеље 212                        |
| 24. децембар 2001.                 | Љубавна писма                                    | Жена            | Небојша Брадић         | Београдско драмско позориште     |
| 6. март 2002.                      | Судбина и коментари                              | Марта, Катарина | Алиса Стојановић       | Народно позориште                |
| 13. март 2003.                     | Вишњик                                           | Варја           | Александар Поповски    | Народно позориште                |
| 2003.                              | Сабирни центар                                   | Јелена Катић    | Божидар Ђуровић        | Народно позориште                |
| 6. август 2003.                    | Страх и његов слуга                              | Катарина        | Кокан Младеновић       | Атеље 212                        |
| 8. октобар 2003.                   | Повратак                                         | Рут             | Никита Миливојевић     | Звездара театар                  |
| 3. април 2004.                     |                                                  | Драга Машин     | Милан Караџић          | Београдско драмско позориште     |
| 6. новембар 2004; 7. фебруар 2020. |                                                  | Нера            | Милан Караџић          | Звездара театар                  |
| 25. март 2006.                     | Лажа и паралажа                                  | Јелица          | Југ Радивојевић        | Народно позориште                |
| 17. јун 2006.                      | Трансилванија                                    | Велика          | Милан Караџић          | Београдско драмско позориште     |
| 29. март 2007.                     | Веселе жене виндзорске                           | Госпођа Форд    | Јиржи Менцл            | Народно позориште                |
| 27. новембар 2007.                 | У лову на бубашвабе                              | Анка            | Вељко Мићуновић        | Југословенско драмско позориште  |
| 26. август 2008.                   | Др                                               | Сојка           | Јагош Марковић         | Народно позориште                |
| 16. новембар 2008.                 | Фигарова женидба и развод                        | Сузана          | Слободан Унковски      | Народно позориште                |
| 27. децембар 2008.                 | Дервиш и смрт                                    | Кадиница        | Егон Савин             | Народно позориште                |
| 22. октобар 2009.                  | Мачка на усијаном лименом крову                  | Маргарет        | Славенка Миловановић   | Мадленијанум                     |
| 26. децембар 2009.                 | Покојник                                         | Рина            | Егон Савин             | Народно позориште                |
| 20. фебруар 2011.                  | Хеда Габлер                                      | Хеда            | Снежана Тришић         | Народно позориште                |
| 23. јануар 2012.                   | Живот је сан                                     | Стела           | Слободан Унковски      | Народно позориште                |
| 26. април 2013.                    | Госпођица                                        | Рајка           | Горчин Стојановић      | Југословенско драмско позориште  |
| 24. јануар 2014.                   | Наши синови                                      | Лена            | Татјана Мандић Ригонат | Народно позориште                |
| 20. фебруар 2015.                  | Чудо у Шаргану                                   | Госпава         | Егон Савин             | Народно позориште                |
| 15. новембар 2015.                 | Прах                                             | Супруга         | Вељко Мићуновић        | Шабачко позориште                |
| 2. децембар 2015.                  | Шта се догодило након што је Нора напустила мужа | Ева             | Снежана Тришић         | Југословенско драмско позориште  |
| 16. новембар 2016.                 | Гозба                                            | Радмила         | Вељко Мићуновић        | Звездара театар                  |
| 24. април 2017.                    | Ричард Трећи                                     | Маргарета       | Снежана Тришић         | Народно позориште                |
| 26. септембар 2017.                | Царство небеско — Балканика                      | Царица Милица   | Јернеј Лоренци         | Народно позориште и Битеф театар |
| 12. април 2019.                    | Нечиста крв                                      | Тодора          | Милан Нешковић         | Народно позориште                |
| 18. јул 2019.                      | Селестина                                        | Селестина       | Милан Нешковић         | Југословенско драмско позориште  |
| 17. септембар 2022.                | Едип                                             | Јокаста         | Вито Тауфер            | Југословенско драмско позориште  |
| 22. новембар 2022.                 | Магбет                                           | Леди Магбет     | Јагош Марковић         | Народно позориште                |

## Приватни живот и породица
Глумица живи у Београду, са супругом Ненадом Шаренцем, са којим има близанце Луку и Матију. Првакиња је драме у Народном позоришту у Београду.

У једном интервјуу из 2018. године Наташа је истакла да воли самоћу: 
| „ | Мени је самоћа неопходна, чак и на дневном нивоу два или три сата, како бих била сама. Врло сам друштвена, али волим јутро, када сви оду да испуне своје обавезе, а ја останем потпуно сама. Седим, размишљам, могу и да телефонирам, слушам музику, радим шта год ми падне на памет. | ” |

На сличну тему глумица се осврнула две године касније, у новогодишњем специјалу емисије Балканском улицом ауторке Весне Дедић, говорећи о томе како је, када нема никога око себе, научила да сама, за своју душу, створи угођај: 
| „ | Сама себи наточим чашу вина и, у зависности од расположења, пустим музику — да ли грчку или клапе. Моји укућани су навикли на то. Некад уђу у собу, виде ме и кажу: Аха, сад си у томе. | ” |

 Наташа је у емисији више пута истицала велику љубав према грчкој музици, за коју каже да је диже из мртвих и да дира неки нерв у њој, и то првенствено песме Харис Алексију и Димитриса Митропаноса. О подједнакој љубави према далматинској музици говорила је кроз анегдоту о вожњи са Весном Чипчић од Београда до Аранђеловца, где су, чак и када су се паркирале испред хотела, још пола сата остале у ауту да уживају у песмама које су их подсећале на море.
Нинковићева је и један од амбасадора Фондације „Тијана Јурић”, која има за циљ унапређење безбедности деце у Србији.

### Пријатељства са колегама
Наташа је у јуну 1990, на пријемном испиту за Факултет драмских уметности у Београду, упознала Нелу Михајловић. Како Нела касније истиче, обе су имале исту, мушку фризуру, обе црнооке и црнокосе — и обе примљене, због чега су њиховог професора касније критиковали што у истој класи има две идентичне глумице, док је он упорно истицао да су ипак различитог сензибилитета. Од треће године студија њих две су живеле заједно. Нела се присећа лепих а тешких студентских дана за време рата, празних рафова у продавницама и њих две како су куповале млеко у праху за нес кафу. У истом интервјуу за телевизију Прва, Михајловићева је причала о њиховом сналажењу деведесетих година, и о томе како је Наташина мајка у Београд слала херцеговачки сир, а њена из Ваљева — кифлице са сиром. Обе су своју прву позоришну улогу одиграле у истој представи — две сестре у Укроћеној горопади, обе су упознале своје будуће супружнике у исто време, и обе се удале исте године, једна двадесет дана након друге. Михајловића и Нинковићева су од тада најбоље пријатељице. Нела је Наташи била венчана кума, док је Наташа Нели крстила ћерку.
Нинковићева је, поред Николе Ђуричког, била венчана кума Војину Ћетковићу и Слободи Мићаловић, док је Ћетковић крстио њене синове, Матију и Луку. Наташини пријатељи још су и Весна Тривалић, Драган Бјелогрлић, Зоран Цвијановић, и други.

## Филмографија
| Год.       | Назив                                 | Улога                   |
| ---------- | ------------------------------------- | ----------------------- |
| 1980-е     |                                       |                         |
| 1989.      | Најбољи                               | конобарица              |
| 1990-е     |                                       |                         |
| 1993.      | Три карте за Холивуд                  | Луција                  |
| 1996.      | Мали кућни графити (ТВ серија)        | циганка Љубица          |
| 1998.      | Кнез Михаило (ТВ филм)                |                         |
| 1998.      | Голубовића апотека (ТВ филм)          | Јелена                  |
| 1998.      | Спаситељ                              | Вера                    |
| 1998—2001. | Породично благо (ТВ серија)           | Ружица „Рушка” Ранковић |
| 2000-е     |                                       |                         |
| 2000.      | Рат уживо                             | Лола                    |
| 2001.      | Den Serbiske dansker (ТВ филм)        | Ема                     |
| 2002–2015. | Вршачка позоришна јесен (ТВ серија)   |                         |
| 2002.      | Мајстор (ТВ филм)                     |                         |
| 2003.      | Професионалац                         | Марта                   |
| 2003.      | Илка (ТВ филм)                        | Јелена Илка Марковић    |
| 2003—2007. | М(ј)ешовити брак (ТВ серија)          | Лола, адвокатица        |
| 2005.      | Имам нешто важно да вам кажем         | мајка                   |
| 2005.      | Ивкова слава                          | Параскева               |
| 2005.      | Made in YU                            | Марија                  |
| 2005.      | Идеалне везе (ТВ серија)              | Тамара                  |
| 2006—2007. | Љубав, навика, паника (ТВ серија)     | Божана                  |
| 2007.      | Клопка                                | Марија                  |
| 2007—2015. | Улица липа (ТВ серија)                | Сашка                   |
| 2008—2009. | Горки плодови (ТВ серија)             | Глумица Анита           |
| 2008—2009. | Рањени орао (ТВ серија)               | Вукица                  |
| 2009.      | Хитна помоћ                           | Татјана Лончар          |
| 2010-е     |                                       |                         |
| 2010.      | Неке друге приче                      | Милена                  |
| 2011—2012. | Цват липе на Балкану (ТВ серија)      | Рики Салом              |
| 2012—2013. | Непобедиво срце (ТВ серија)           | Каћа Стајић             |
| 2012.      | Смрт човека на Балкану                | Нада                    |
| 2012—2014. | Фолк (ТВ серија)                      | Љубина Анђелковић       |
| 2012—2013. | Јагодићи (ТВ серија)                  | Борјана Врањеш          |
| 2015—2021. | Луд, збуњен, нормалан (ТВ серија)     | Зора Вукашиновић        |
| 2015.      | Без степеника (ТВ филм)               | Милица Петронијевић     |
| 2016—2020. | Убице мог оца (ТВ серија)             | Наталија                |
| 2016.      | Стадо                                 | Мила                    |
| 2017.      | Мамурлуци (ТВ серија)                 | Мила                    |
| 2017.      | Аврамов пас                           | Сара                    |
| 2017.      | Santa Maria della Salute (ТВ серија)  | Љубица Матавуљ          |
| 2017.      | Божићни устанак (ТВ серија)           | Ксенија                 |
| 2017.      | Ни крива ни невина: Жанка Стокић      | Жанка Стокић            |
| 2018.      | Заспанка за војнике                   | мајка на гробљу         |
| 2019.      | Ајвар                                 | Вида                    |
| 2019—2020. | Сенке над Балканом (ТВ серија)        | Mинa                    |
| 2020-е     |                                       |                         |
| 2020.      | Дара из Јасеновца                     | Радојка                 |
| 2021.      | Калкански кругови (ТВ серија)         | Вера                    |
| 2021.      | Александар од Југославије (ТВ серија) | краљица Јелена          |
| 2021.      | Време зла (ТВ серија)                 | Душанка Луковић         |
| 2022.      | Чудне љубави (ТВ серија)              | Весна                   |
| 2022.      | Сложна браћа: Нова генерација         | Викица Ћошко            |
| 2022.      | Бунар (ТВ серија)                     | Наца                    |
| 2023.      | Пукотина у леду                       | Сузана                  |
| 2023.      | Што се боре мисли моје                | Анка Константиновић     |
| 2021-2023. | Певачица (ТВ серија)                  | Влајна                  |
| 2024.      | Кожа (ТВ серија)                      |                         |
| 2024.      | Пукотина у леду                       | Сузана                  |
| 2024.      | 48 Hours and 1 Minute                 | Марта Тасић             |

## Награде и признања
| Година | Остварење                   | Награда |
| ------ | --------------------------- | --- |
| 1997.  | Мајстори (представа)        | Годишња награда Народног позоришта у Београду |
| 1997.  | Сан летње ноћи (представа)  | Годишња награда Народног позоришта у Београду Статуета Ћуран — Дани комедије |
| 1998.  | Спаситељ (филм)             | Гран при Наиса — 33. Филмски сусрети у Нишу Најбоља главна глумица — Филмски фестивал у Валенсијену Најбоља главна глумица — Филмски фестивал у Сочију |
| 1998.  | (представа)                 | Награда за глуму — Борини позоришни дани |
| 2003.  | Професионалац (филм)        | Повеља за најбољу епизодну женску улогу — 38. Филмски сусрети у Нишу |
| 2006.  | Лажа и паралажа (представа) | Награда за најбоље глумачко остварење — Нушићеви дани Награда за глуму — Фестивал „Миливоје Живановић” |
| 2006.  | Трансилванија (представа)   | Зоранов брк — Дани Зорана Радмиловића Годишња награда Београдског драмског позоришта |
| 2007.  | Клопка (филм)               | Награда „Царица Теодора” — 42. Филмски сусрети у Нишу Награда за најбољу главну глумицу — Филмски фестивал у Лијежу |
| 2011.  | Хеда Габлер (представа)     | Награда „Раша Плаовић” — Народно позориште у Београду Награда Народног позоришта у Београду за најбоље индивидуално премијерно уметничко остварење |
| 2012.  |                             | Јавна похвала за резултате у раду од изузетног и посебног значаја за успешност у раду Народног позоришта у Београду |
| 2013.  | Љубавна писма (представа)   | Плакета „Жанки у част” — Позоришне свечаности |
| 2013.  | Јагодићи (ТВ серија)        | номинација — Златна антена за најбољу глумицу у главној улози — 3. Федис номинација — Златна антена за најбољи глумачки пар (са Борисом Исаковићем) — 3. Федис |
| 2014.  | Госпођица (представа)       | Годишња награда Југословенског драмског позоришта |
| 2014.  | Фолк (ТВ серија)            | Златна антена за најбољу глумицу у главној улози — 4. Федис |
| 2015.  | Прах (представа)            | Награда за најбољу женску улогу — Међународни фестивал малих сцена у Ријеци |
| 2017.  |                             | Награда Народног позоришта у Београду за најбоља индивидуална премијерна уметничка остварења у оквиру репертора 2017. године |
| 2018.  |                             | Награда „Жанка Стокић” |
| 2019.  |                             | Награда Народног позоришта за изузетно значајан укупни радни и уметнички допринос |
| 2019.  | Ајвар (филм)                | Награда „Царица Теодора”— 54. Филмски сусрети у Нишу Златна мимоза — Филмски фестивал у Херцег Новом Најбоља глумица — Филмски фестивал у Лесковцу Награда за најбољу женску улогу — Филмски фестивал „Валтер” Награда за најбољу главну женску улогу — 44. Мојковачка филмска јесен |

## Коришћени извори
1. 1 2 3 4 5 6  „Неће ми бити лако кад деца оду из куће”. Блиц жена. Приступљено 4. 3. 2021.
2. ↑  „Требињци — Наташа Нинковић”. Требиње. Архивирано из оригинала 20. 04. 2007. г. Приступљено 24. 2. 2021.
3. 1 2 3  „Морала сам да идем код психолога”. Ало. Приступљено 24. 2. 2021.
4. 1 2 3 4  „Љубав је једном и за цео живот”. Инсп. Приступљено 24. 2. 2021.
5. 1 2 3 4 5 6 7 8 9 10 11 12 13 14 15 16 17 18 19  „Биографија Наташе Нинковић”. Народно позориште. Приступљено 21. 2. 2021.
6. ↑  „III КЛАСА, ФДУ, 1990.”. Проф. др Владимир Јевтовић. Фејсбук. 2. 2. 2014. Приступљено 5. 3. 2021.
7. 1 2 3 4  „Глумица из „Тата” испричала...”. Прва. Приступљено 21. 2. 2021.[мртва веза]
8. ↑  „Мали кућни графити”. ИМДб. Приступљено 6. 3. 2021.
9. ↑  „Кнез Михаило”. ИМДб. Приступљено 6. 3. 2021.
10. ↑  „Голубовића апотека”. ИМДб. Приступљено 6. 3. 2021.
11. 1 2 3 4 5  „Поносна сам на наш филм”. Политика. Приступљено 21. 2. 2021.
12. ↑  „Могла сам у Холивуд”. Блиц. Приступљено 21. 2. 2021.
13. ↑  „Синиша Павић је са „Породичним благом” доживео успех”. Телеграф. Приступљено 21. 2. 2021.
14. 1 2  „Најгледанији српски филмови”. Новости. Приступљено 21. 2. 2021.
15. 1 2 3  „Никад нисам одбила Оливера Стоуна”. Е капија. Приступљено 21. 2. 2021.
16. ↑  „Избор српског кандидата за Оскара изгубио легитимитет”. Данас. Приступљено 21. 2. 2021.
17. ↑  „„Рањени орао” на РТС−у”. РТС. Приступљено 21. 2. 2021.
18. ↑  „„Јагодићи””. РТС. Приступљено 21. 2. 2021.
19. 1 2 3  „Трећи „Федис” на Чукарици”. Дан у Београду. Приступљено 21. 2. 2021.
20. 1 2  „4. Федис”. Златна антена. Архивирано из оригинала 13. јун 2021. г. Приступљено 5. 3. 2021.
21. ↑  „Ја сам убица... Засад.”. Блиц. Приступљено 21. 2. 2021.
22. ↑  „Наташа Нинковић није убила ћерку”. Курир. Приступљено 21. 2. 2021.
23. ↑  „Убице мог оца”. Данас. Приступљено 21. 2. 2021.
24. ↑  „Председнику неће бити добро”. Ноизз. Приступљено 21. 2. 2021.
25. ↑  „Велика полемика о филму „Стадо””. Недељник. Приступљено 21. 2. 2021.[мртва веза]
26. ↑  „„Стадо” најгледанији филм 2016.”. Еспресо. Приступљено 21. 2. 2021.
27. 1 2  „У Нишу додељене награде”. Југмедија. Приступљено 5. 3. 2021.
28. 1 2  „Филмски фестивал у Младеновцу”. Систем ентертејнмент. Приступљено 5. 3. 2021.
29. 1 2 3 4  „Филмске награде у Мојковцу”. РТЦГ. Приступљено 5. 3. 2021.
30. 1 2  „Златна мимоза Наташи Нинковић”. Излазак. Приступљено 21. 2. 2021.
31. ↑  „Наташи Нинковић уручена „Златна мимоза””. Политика. Приступљено 21. 2. 2021.
32. ↑  „Бјелогрлић не игра на сигурно”. Блиц. Приступљено 21. 2. 2021.
33. 1 2 3 4 5 6 7 8 9 10 11 12  „„Жанка” је мој „Оскар””. Новости. Приступљено 3. 3. 2021.
34. ↑  „Како је Милена Дравић постала заштитно лице генерације социјализма”. Јутарњи. Приступљено 3. 3. 2021.
35. ↑  „Тежак и важан филм”. Политика. Приступљено 24. 2. 2021.
36. ↑  „Наташа Нинковић умало одбила улогу”. Блиц. Приступљено 24. 2. 2021.
37. ↑  „„Дару” одгледало 2,6 милиона гледалаца”. РТВ. Приступљено 24. 2. 2021.
38. 1 2  „Насмејани кумови”. Новости. Приступљено 24. 2. 2021.
39. ↑  „Почело снимање серије „Краљ””. N1инфо. Приступљено 15. 2. 2021.
40. ↑  „Завршено снимање серије „Певачица””. Блиц. Приступљено 15. 2. 2021.
41. ↑  „Најмрачнија улога Наташе Нинковић”. Србија данас. Приступљено 24. 2. 2021.
42. 1 2  Годишњак 29 2008, стр. 199.
43. 1 2  „„Раша Плаовић” Наташи Нинковић”. Глоси. Приступљено 24. 2. 2021.
44. ↑  „Наташа Нинковић добила награду „Раша Плаовић””. Новости. Приступљено 5. 3. 2021.
45. 1 2  „„Жанки у част” Наташи Нинковић”. Народно позориште. Приступљено 24. 2. 2021.
46. 1 2  „100. извођење „Госпођице””. Телеграф. Приступљено 24. 2. 2021.
47. 1 2  „Годишња награда ЈДП-а”. Народно позориште. Приступљено 4. 3. 2021.
48. ↑  „Укроћена горопад”. Театрослов. Приступљено 24. 2. 2021.
49. ↑  „Тетовирана ружа”. Театрослов. Приступљено 24. 2. 2021.
50. ↑  „Мандрагола”. Театрослов. Приступљено 24. 2. 2021.
51. ↑  „Идиот”. Театрослов. Приступљено 24. 2. 2021.
52. ↑  „Дон Жуан”. Театрослов. Приступљено 24. 2. 2021.
53. ↑  „Кнез Михаило”. Театрослов. Приступљено 24. 2. 2021.
54. ↑  „Сан летње ноћи”. Народно позориште. Приступљено 24. 2. 2021.
55. ↑  „Мајстор”. Театрослов. Приступљено 24. 2. 2021.
56. ↑  „Кокице”. Театрослов. Приступљено 24. 2. 2021.
57. ↑  „Роберто Цуко”. Атеље 212. Архивирано из оригинала 26. 1. 2022. г. Приступљено 24. 2. 2021.
58. ↑  „„Љубавна писма” поново на сцени”. Блиц. Приступљено 24. 2. 2021.
59. ↑  „Судбина и коментари”. Театрослов. Приступљено 24. 2. 2021.
60. ↑  „Вишњик”. Театрослов. Приступљено 24. 2. 2021.
61. ↑  „Робна марка српског театра”. Време. Приступљено 24. 2. 2021.
62. ↑  „Страх и његов слуга”. Атеље 212. Архивирано из оригинала 26. 1. 2022. г. Приступљено 24. 2. 2021.
63. ↑  „Повратак”. Звездара театар. Приступљено 24. 2. 2021.
64. ↑  „Премијера у Београдском драмском позоришту”. Театрослов. Приступљено 24. 2. 2021.
65. ↑  „Три сестре”. Театрослов. Приступљено 24. 2. 2021.
66. ↑  Годишњак 28 2007, стр. 55.
67. ↑  Годишњак 28 2007, стр. 29.
68. ↑  Годишњак 29 2008, стр. 41.
69. ↑  Годишњак 30 2009, стр. 28.
70. ↑  „„Др” Бранислава Нушића”. Народно позориште. Приступљено 24. 2. 2021.
71. ↑  Годишњак 31 2010, стр. 40.
72. ↑  Годишњак 31 2010, стр. 41.
73. ↑  Годишњак 32 2011, стр. 55.
74. ↑  Годишњак 32 2011, стр. 42.
75. ↑  Годишњак 33 2012, стр. 44.
76. ↑  Годишњак 34 2013, стр. 39—40.
77. ↑  Годишњак 35 2014, стр. 24—25.
78. ↑  Годишњак 36 2015, стр. 40.
79. ↑  Годишњак 37 2016, стр. 48.
80. ↑  Годишњак 38 2017, стр. 178.
81. ↑  „Представа „Прах””. КЦ Горњи Милановац. Приступљено 24. 2. 2021.
82. ↑  Годишњак 38 2017, стр. 31.
83. ↑  „Шта се догодило након што је Нора напустила мужа”. Театрослов. Приступљено 24. 2. 2021.
84. ↑  Годишњак 39 2018, стр. 25.
85. ↑  „Гозба”. Театрослов. Приступљено 24. 2. 2021.
86. ↑  Годишњак 39 2018, стр. 39—40.
87. ↑  „Ричард Трећи”. Театрослов. Приступљено 24. 2. 2021.
88. ↑  Годишњак 40 2019, стр. 41.
89. ↑  „Још једна премијера у „битефовском” стилу”. Блиц. Приступљено 24. 2. 2021.
90. ↑  Годишњак 41 2020, стр. 38.
91. ↑  „Нечиста крв”. Театрослов. Приступљено 24. 2. 2021.
92. ↑  „Селестина”. Театрослов. Приступљено 24. 2. 2021.
93. ↑  „Новац је главни владар”. Недељник. Приступљено 24. 2. 2021.[мртва веза]
94. ↑  „Едип”. Југословенско драмско позориште. Приступљено 23. 9. 2022.
95. ↑  „Магбет”. Народно позориште у Београду. Приступљено 20. 11. 2022.
96. ↑  Голубовић-Требјешанин, Борка (18. 11. 2022). „Наташа Нинковић за „Политику”: Много жена влада својим партнерима величајући њихове слабости”. Политика. Приступљено 20. 11. 2022.
97. ↑  Radosavljević, R. (23. 11. 2022). „Nataša Ninković za Danas: Nisam sanjala da igram Ledi Magbet, a intrigirala me je svojom nenormalnom ambicijom i osećanjem zakinutosti iz koga nastaje zlo”. Данас. Приступљено 29. 11. 2022.
98. ↑  „Амбасадори Фондације”. Фондација Тијана Јурић. Архивирано из оригинала 22. 03. 2017. г. Приступљено 24. 2. 2021.
99. ↑  „О односу са Бјелогрлићем”. Блиц. Приступљено 3. 3. 2021.